# Beretta BM 59
O Beretta BM59 é um fuzil de batalha automático desenvolvido na Itália em 1959. É baseado no fuzil M1 Garand, possui câmara para o cartucho 7,62×51mm NATO, modificado para usar um carregador extraível e capaz de fogo seletivo. Revisões posteriores incorporaram outros recursos comuns aos fuzis mais modernos.

## História
Após a Segunda Guerra Mundial, a Itália adotou o fuzil M1 Garand projetado pelos EUA de cartucho .30-06 Springfield (7,62×63mm) e também o fabricou sob licença. Este fuzil semiautomático provou ser bom durante a Segunda Guerra Mundial, mas no final da década de 1950 foi considerado desatualizado e obsoleto e os militares italianos também queriam um novo fuzil com câmara para o cartucho padrão da OTAN 7,62×51mm.
Para atender a esses requisitos, a Beretta projetou o BM59, que era essencialmente um M1 equipado com um carregador removível de 20 cartuchos, bipé dobrável e um freio de boca/quebra-chamas/lançador de granadas de bocal combinado. O BM59 é capaz de fogo seletivo.
O BM59 foi adotado em 1959 e serviu nos exércitos italiano, argentino, indonésio e marroquino. No início da década de 1980, versões semiautomáticas foram importadas para os Estados Unidos e vendidas a colecionadores particulares. Os primeiros BM59 foram fabricados com peças do M1 fabricadas nos EUA, incluindo canos convertidos.
A partir de 1990, o BM59 foi substituído no serviço italiano pelos fuzis de assalto Beretta AR70/90, embora alguns possam estar em serviço na Marinha italiana.

## Usuários
- Argélia
- Argentina
- Bahrein
- Eritreia
- Etiópia
- Dinamarca
- Itália (1959-1997)
- Indonésia
- Líbia
- Marrocos
- Nigéria